# Sławomir Peszko
Sławomir Konrad Peszko (født 19. februar 1985 i Jasło, Polen) er en polsk fodboldspiller, der spiller som midtbanespiller i Lechia Gdańsk.

## Titler
- Ekstraklasa: 1
  - 2009/10 med Lech Poznań

- Polsk Pokalturnering: 2
  - 2005/06 med Wisła Płock
  - 2008/09 med Lech Poznań

- Polsk Super Cuppen: 2
  - 2006 med Wisła Płock
  - 2009 med Lech Poznań

- 2. Bundesliga: 1
  - 2013/14 med 1. FC Köln